# Prosoplus unicolor
Prosoplus unicolor là một loài bọ cánh cứng trong họ Cerambycidae.